# Rodolphe (opéra)
Pour les articles homonymes, voir Rodolphe.
Rodolphe est un opéra d'André David créé à Niort et La Rochelle en musique sur un livret de Jacques Grasswill.

## Histoire
En 1200, les amours tumultueuses d'Isabelle d'Angoulême : fiancée au Comte de Lusignan, elle épouse le roi Jean sans Terre et délaisse le comte Rodolphe de Mauléon.